# Los Cabos Open
Los Cabos Open, Відкритий чемпіонат Лос-Кабоса — міжнародний чоловічий професійний тенісний турнір. Проводиться на відкритих кортах з твердим покриттям, є частиною серії Туру ATP 250. Турнір відбувається в мексиканському Лос-Кабосі (Південна Нижня Каліфорнія) з 2016 року.

## Фінали

### Одиночний розряд
| Рік  | Чемпіон                                   | Фіналіст                                  | Рахунок                                   |
| ---- | ----------------------------------------- | ----------------------------------------- | ----------------------------------------- |
| 2016 | Іво Карлович                              | Фелісіано Лопес                           | 7–6(7–5), 6–2                             |
| 2017 | Сем Кверрі                                | Танасі Коккінакіс                         | 6–3, 3–6, 6–2                             |
| 2018 | Фабіо Фоніні                              | Хуан Мартін дель Потро                    | 6–4, 6–2                                  |
| 2019 | Дієго Шварцман                            | Тейлор Фріц                               | 7–6(8–6), 6–3                             |
| 2020 | Не проводився через Коронавірусну хворобу | Не проводився через Коронавірусну хворобу | Не проводився через Коронавірусну хворобу |
| 2021 | Кемерон Норрі                             | Брендон Накашіма                          | 6–2, 6–2                                  |
| 2022 | Данило Медведєв                           | Кемерон Норрі                             | 7–5, 6–0                                  |
| 2023 | Стефанос Ціціпас                          | Алекс де Мінор                            | 6–3, 6–4                                  |
| 2024 | Джордан Томпсон                           | Каспер Рууд                               | 6–3, 7–6(7–4)                             |
| 2025 | Денис Шаповалов                           | Александар Ковачевич                      | 6–4, 6–2                                  |

### Парний розряд
| Рік  | Чемпіони                                  | Фіналісти                                 | Рахунок                                   |
| ---- | ----------------------------------------- | ----------------------------------------- | ----------------------------------------- |
| 2016 | Пурав Раджа Дівідж Шаран                  | Джонатан Ерліх Кен Скупскі                | 7–6(7–4), 7–6(7–3)                        |
| 2017 | Хуан Себастьян Кабаль Трет Г'юї           | Серхіо Гальдос Роберто Майтін             | 6–2, 6–3                                  |
| 2018 | Марсело Аревало Мігель Ангел Реєс-Варела  | Тейлор Фріц Танасі Коккінакіс             | 6–4, 6–4                                  |
| 2019 | Ромен Арнеодо Юго Нис                     | Домінік Інглот Остін Крайчек              | 7–5, 5–7, [16–14]                         |
| 2020 | Не проводився через Коронавірусну хворобу | Не проводився через Коронавірусну хворобу | Не проводився через Коронавірусну хворобу |
| 2021 | Ганс Гах Вердуґо Джон Ізнер               | Гантер Ріс Сем Вербек                     | 5–7, 6–2, [10–4]                          |
| 2022 | Вільям Блумберґ Міомір Кецмановіч         | Равен Класен Марсело Мело                 | 6–0, 6–1                                  |
| 2023 | Сантьяго Гонсалес Едуар Роже-Васслен      | Ендрю Гарріс Домінік Кепфер               | 6–4, 7–5                                  |
| 2024 | Макс Перселл Джордан Томпсон              | Ґонсало Ескобар Олександр Недовєсов       | 7–5, 7–6(7–2)                             |
| 2025 | Роберт Кеш JJ Tracy                       | Blake Bayldon Tristan Schoolkate          | 7–6(7–4), 6–4                             |